# GEO600
GEO600 is een apparaat in Ruthe (vlak bij Hannover) dat is gebouwd in een samenwerkingsverband van Duitse en Britse wetenschappers om zwaartekrachtgolven te detecteren. Na testruns in 2002/2003 werd het apparaat in 2005/2006 in bedrijf gesteld. Tot op heden kon er nog geen zwaartekrachtgolf worden gemeten. Het GEO 600 project werkt samen met de 2 LIGO detectors in de Verenigde Staten en het VIRGO-project in Italië. Deze 3 detectors, die wel al een aantal detecties hebben gedaan, zijn echter significant gevoeliger. 

## Werking
De detector heeft twee armen van elk 600 m, die in een V-vorm in de grond liggen. Volgens Albert Einstein komen bij botsingen tussen zwarte gaten en supernova's onderling zwaartekrachtgolven vrij, die de ruimte en de tijd krommen. Deze zwaartekrachtgolven zorgen ervoor dat beide armen ongelijk expanderen of krimpen. Hierdoor ontstaan er kleine fluctuaties in de buis waardoor een laserstraal in de ene buis een iets langere weg aflegt dan in de andere buis. Op de plek waar de stralen samenkomen, doven de lasergolven elkaar niet meer uit, maar zorgen voor interferentie, die door de detector wordt opgevangen.
Storende invloeden, zoals trillingen van de aarde, voorbij rijdend verkeer of de invloeden van de maan, maken dit detecteren extra moeilijk. Door samen te werken met andere instituten die zwaartekrachtgolven proberen te detecteren, kunnen deze storende invloeden worden uitgesloten - een gemeten signaal is alleen echt als het ook elders kan worden waargenomen, anders is het waarschijnlijk van lokale (aardse) oorsprong.

## Technische gegevens
- Vacuümbuis 2 × 600 m lang, 60 cm in diameter, 0,8 mm dik
- Vacuüm: druk < 10−8 mbar
- Laservermogen: 10 W uitgangsvermogen
- Prestaties: tot 10 kW
- Signaalversterking: tot 100 keer
- Optiek: kwartsspiegel met een diameter van 25 cm
- Frequentiebereik: 50 Hz tot 2 kHz bandbreedte van 60 Hz tot 1 kHz
- Relatieve Gevoeligheid: 10−21 voor pulsvormige signalen